# Place Henri-Frenay
La place Henri-Frenay est une voie située dans le quartier des Quinze-Vingts du 12e arrondissement de Paris.

## Situation et accès

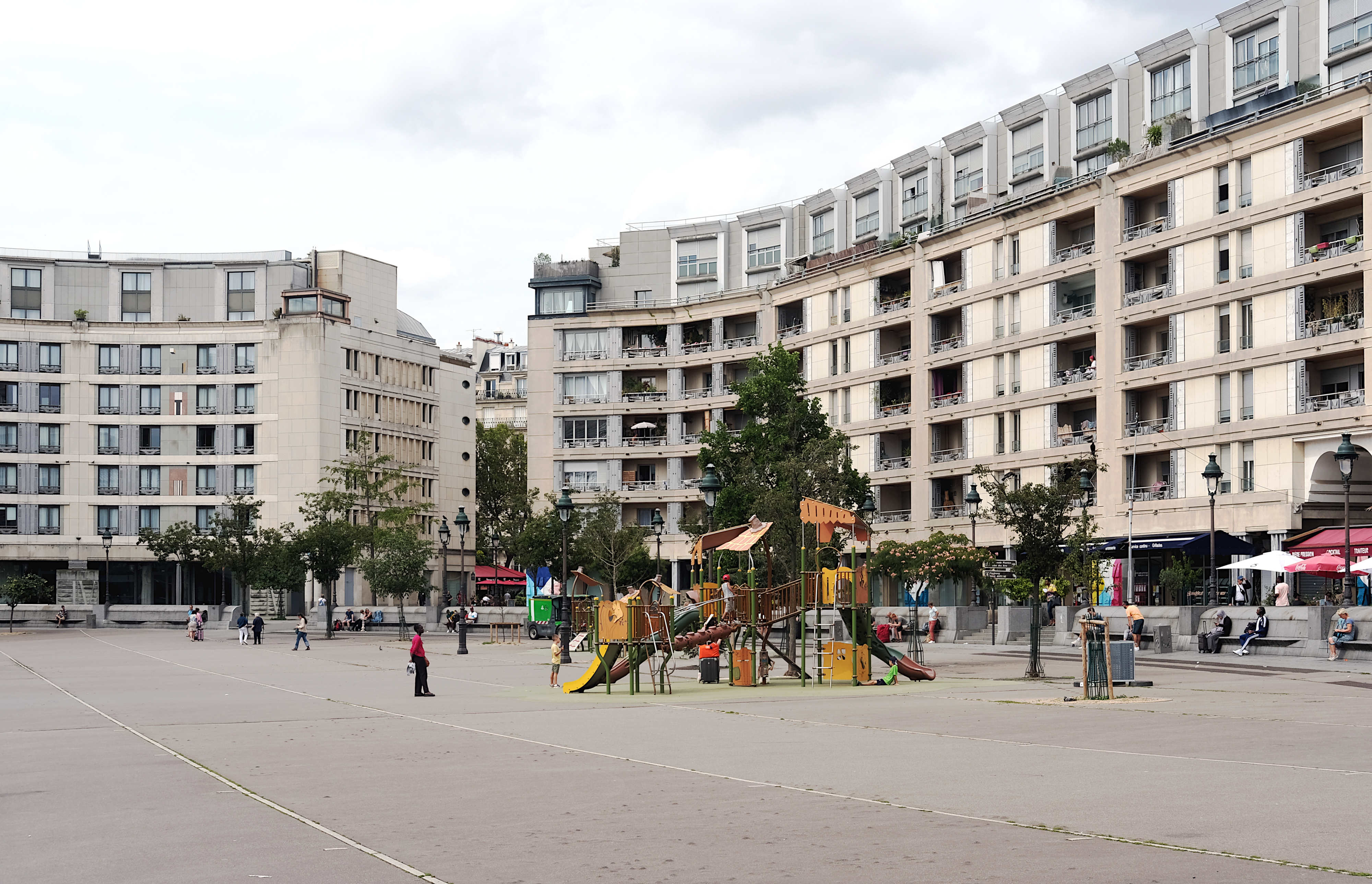
Place Henri-Frenay en 2023.

La place Henri-Frenay est accessible à proximité par la ligne de métro 1 à la station Gare de Lyon.

## Origine du nom
Elle porte le nom du résistant et homme politique Henri Frenay (1905-1988).

## Historique
La place a été créée dans le cadre du réaménagement de l'ancien îlot Chalon effectué à la fin des années 1980 sous le nom de « voie CA/12 » et reçoit un toponyme le 18 juillet 1995.

## Bâtiments remarquables et lieux de mémoire
- La gare de Lyon.